# Gåsvarv
Gåsvarv is een plaats in de gemeente Älvdalen in het landschap Dalarna en de provincie Dalarnas län in Zweden. De plaats heeft 66 inwoners (2005) en een oppervlakte van 26 hectare. Gåsvarv ligt aan de rivier de Österdalälven en wordt voor de rest omringd door bos en wat landbouwgrond. De plaats Älvdalen ligt zo'n vijf kilometer ten noorden van het dorp.

## Verkeer en vervoer
Bij de plaats loopt de Riksväg 70.
Vroeger was er een station voor goederenvervoer aan de nog bestaande spoorlijn Älvdalen - Mora.